# Piotr Kulas
Piotr Kulas (ur. 1978) – polski socjolog i historyk idei, doktor habilitowany nauk społecznych, profesor Uniwersytetu Warszawskiego, badacz inteligencji.

## Życiorys
Studia socjologiczne ukończył na Uniwersytecie Śląskim, gdzie w 2009 roku na podstawie napisanej pod kierunkiem Kazimiery Wódz pracy pt. Narracja jako sposób kreowania tożsamości biograficznej – na podstawie twórczości Witolda Gombrowicza i Czesława Miłosza uzyskał stopień doktora. W roku 2018 na podstawie monografii Inteligenckość zaprzeczona. Etos i tożsamość młodych inteligenckich elit Wydział Stosowanych Nauk Społecznych i Resocjalizacji UW nadał mu stopień doktora habilitowanego. Obecnie pracuje jako profesor uczelni na Wydziale „Artes Liberales” Uniwersytetu Warszawskiego. Współpracował z Pawłem Śpiewakiem, z którym w 2018 roku zredagował książkę pt. Od inteligencji do postinteligencji: Wątpliwa hegemonia a w 2025 roku wywiad rzekę pt. W cierpieniu nie ma nic pozytywnego. Pomysłodawca i kierownik Laboratorium Analiz Transformacji Elit i Inteligencji. Elitylab UW. Członek Zarządu Fundacji "Instytut Artes Liberales".

## Publikacje
- Turniej garbusów: Problematyka tożsamości w twórczości Witolda Gombrowicza i Czesława Miłosza (Katowice 2009 ISBN 978-83-7164-594-5)
- Postinteligencja. Współczesne formy manifestacji inteligencji, red. wspólnie z Pawłem Śpiewakiem, Kultura Współczesna. Teoria, Interpretacje, Praktyka nr 4(88)/2015 (ISSN 1230-4808)
- Rozmowy o inteligencji (Warszawa 2016, ISBN 978-83-7383-828-4)
- Inteligenckość zaprzeczona. Etos i tożsamość młodych inteligenckich elit (Warszawa 2017, ISBN 978-83-7383-829-1)
- Od inteligencji do postinteligencji: Wątpliwa hegemonia, red. wspólnie z Pawłem Śpiewakiem (Warszawa 2018, ISBN 978-83-7383-934-2)
- Miejsca sporu. Księga dedykowana profesorowi Pawłowi Śpiewakowi, red. wspólnie z Krzysztofem Świrkiem (Warszawa 2020, ISBN 978-83-235-4157-8)
- Understanding Recognition Conceptual and Empirical Studies, red. wspólnie ze Andrzejem Waśkiewiczem, Stanisławem Krawczykiem (Routledge, Abingdon 2023, ISBN 978-1032208190)
- Elites of Post-Transformation. The Cases of Central and Eastern European Countries, red. wspólnie z Kamilem Wieleckim (Warszawa 2024, ISBN 978-83-235-6396-9)
- W cierpieniu nie ma nic pozytywnego. Paweł Śpiewak w rozmowie z Piotrem Kulasem (Warszawa 2025, ISBN 978-83-235-6658-8)